# Hamarskorvene
Der Hamarskorvene (norwegisch für Hammersteilhang) ist eine Klippe aus Fels und Eis im antarktischen Königin-Maud-Land. Sie liegt östlich des Kliffs Kvithamaren im Mühlig-Hofmann-Gebirge.
Norwegische Kartografen gaben der Klippe ihren deskriptiven Namen und kartierten sie anhand von Vermessungen und Luftaufnahmen der Dritten Norwegischen Antarktisexpedition (1956–1960).